# Уильямс, Роберт Джозеф Пэйтон
Роберт Джозеф Пэйтон Уильямс MBE FRS (25 февраля 1926 — 21 марта 2015) — английский химик, почётный научный сотрудник в колледже Уодхем, Оксфорд и почетный профессор в Оксфордском университете.

## Ранние годы. Образование
Роберт Джозеф Пэйтон Уильямс родился в Уолласи, графство Чешир, в семье таможенного офицера. Боб был вторым ребенком из четырех. С 1931 по 1937 год Боб посещал школу Святого Георгия в Уолласи. Затем родители оплатили обучение в гимназии. Именно тогда он начал проявлять большой интерес к химии.
Ближе к концу учебы в школе Бобу было рекомендовано обратиться в Кембридж и Оксфорд. Не сумев выиграть место в Кембридже, он отправился в Оксфорд. Боб Уильямс поступил в Мертон-колледж в октябре 1944 года.
Роберт хотел изучать химические элементы в биологических системах, но не знал с чего начинать на начальном этапе обучения.
В конце первого семестра Боб сомневался в своём выборе и даже подумывал о том, чтобы переехать в Ливерпульский университете. Но в итоге решил никуда не уходить.

## Научная деятельность

### Работа с Ирвингом
Его преподавателем на третьем курсе стал химик-аналитик, доктор Гарри М. Н. Ирвинг. Темой исследований в лаборатории были органические реагенты, которые могли выделять ионы металлов из раствора в виде цветных комплексов. Данная тема привлекла Боба. В течение шести месяцев после начала работы, к Пасхе 1948 года, он установил порядок селективности связывания органического реагента дитизона с ионами металлов, таким образом:
```
     Mg
2+
 < Mn
2+
 < Fe
2+
 < Co
2+
 < Ni
2+
 < Zn
2+
 < Cu
2+
```

Этот порядок стабильности стал широко известным как ряд Ирвинга-Уильямса. Данное исследование было опубликовано Ирвингом и Уильмсом в журнале Nature в 1948 году. Это стало первой громкой работой в научной среде, которой он заявил о себе в научном мире. В течение двух последующих лет работы с Ирвингом Роберт смог подтвердить общность их ряда.
Исследования его докторской работы были включены в большую статью, опубликованную в 1953 году.

### Работа в Швеции в 1950—1953
Во время обучения Уильям посетил лабораторию в Упсальском университете профессора Арне Тизелиуса, известного биохимика и Нобелевского лауреата. Также он встретился там с профессором Стигом Клэсоном. Оба занималист разработкой хроматографических методов для разделения белков. Боб был впечатлен лабораторным оборудованием по сравнению с оксфордским. После получения докторской степени Уильям приступил к работе в этих лабораториях в 1950 году. Там он узнал очень много об очистке белка. Очень быстро он разработал новый метод разделения молекул с использованием хроматографии, называемой сейчас градиентным элюционным анализом.
Свои идеи в Швеции Боб в виде обзора под названием «Ионы металлов в биологических системах» опубликовал в журнале Biological Reviews в 1953 году. Это привлекло к нему внимание многих биологов, которые в дальнейшем стали его сотрудниками.

### Исследования по неорганической химии 1953—1961
В 1955 году Боб Уильямс поступил в колледж Уодхэм как преподаватель химии. Здесь он со своей командой продолжил исследования над стабильностью металл-ионных комплексов. Уильямс подробно описывает стабильность комплексов, образованных органическими лигандами и ионами первой серии переходных элементов (от Mn до Zn). Его работа подтвердила, что последовательность не зависит от химической природы лиганда (но была показана важность нестабильности лиганда). В документе также обсуждались электронные факторы, контролирующие стабильность ионов металлов, лежащих в основе этой последовательности, с точки зрения теории ионных и ковалентных связей Полинга с использованием гибридизации d, p и s-орбиталей. Был сделан вывод о том, что взаимодействие должно включать в себя увеличение ковалентности вдоль ряда.
С 1956 года до середины 1960-х годов Боб Уильямс проводил исследования в Лаборатории неорганической химии с группами студентов, а также научными сотрудниками. Дальнейшие исследования были сосредоточены на химических свойствах комплексных ионов переходных металлов, которые, как известно, затем играют роль в захвате биологической энергии посредством переноса электронов. Перенос электрона зависит от изменения степени окисления иона металла. Ключевым свойством здесь является относительная стабильность состояния окисления в данной среде, характеризующаяся окислительно-восстановительными потенциалами. Боб проанализировал окислительно-восстановительные потенциалы Fe(III) и Fe(II), и Cu (II) и Cu (I), двух металлов, имеющих биологическое значение. Он с учениками показал, как ковалентность, размер и заряд ионов металлов влияют на окислительно-восстановительные потенциалы.

### Биологическая работа с Бертом Валли
Параллельно со своими исследованиями в лаборатории неорганической химии по химии ионов переходных металлов, Боб Уильямс начал изучать их роль в биологии, сотрудничая с биологами. При этом у него не было ни опыта экспериментов с белками, ни доступа к подходящим лабораториям для работы с ними. После публикации своего оригинального обзора 1953 года Уильям начал совместную работу с Бертом Валли, врачом из Гарварда, который анализировал содержание цинка в различных биологических клетках с использованием колориметрического реагента дитизона, который сам Боб изучал с Ирвингом. Валли заметил, что эритроциты из крови содержали относительно высокую концентрацию железа вследствие присутствия гемоглобина, но очень низкую концентрацию цинка, а в белых клетках было мало железа, но большое количество цинка. Он заинтересоапдся, имеет ли наблюдение более широкое значение, поскольку в то время не было известно, что цинк имеет значение в биологии. В течение приблизительно 15 лет Валли и Уильямс работали вместе. Они стали пионерами новой предметной области. Они разработали методы исследования связывания металлов, используя спектроскопические методы и сродство связывания, заменив ионы цветных металлов, такие как кобальт, на бесцветный цинк (метод изоморфного замещения). В 1968 году Валли и Уильямс выдвинули общую концепцию реакционной способности металлопротеинов, предположив, что белок вызывает появление необычного координационного числа и геометрии у ионов металлов, чтобы вызвать повышенную химическую реактивность для каталитической функции или быстрого переноса электрона.

### АТФ и Питер Митчелл
Боб Уильямс посещал научные конференции по дыханию и слушал дискуссии о генерации АТФ, универсального биологического топлива, генерируемого в хлоропластах под действием фотонов и в митохондриях путем восстановления кислорода до воды одновременно с окислением сахаров. Известно, что последний процесс, гликолиз, включает фосфорилированные соединения, что приводит к образованию АТФ. Считалось, что промежуточные продукты, предшественники АТФ, были активированы фосфорилированными органическими соединениями.
Изучая литературу, Боб заметил, что генерация одного интермедиата наряду с переносом электрона была общей для всех реакций органелл. Он предположил, что промежуточным звеном должен быть протон и что образование АТФ на каждом этапе влечет за собой миграцию протонов обратно к отрицательному заряду на органических молекулах. В 1959 году Боб дал первое описание этой совершенно новой идеи. Уильямс описал способ, которым электронный поток, стимулируемый светом или химическими превращениями, преобразуется в протонный градиент, который затем используется для образования АТФ.
Почти сразу Уильямс получил письмо от д-ра Питера Митчелла, где тот просил объяснить свою гипотезу. Затем Уильямс обнаружил, что Митчелл включил некоторые его пояснения в свои работы без отсылок на их переписку. В 1978 году Митчелл был удостоен Нобелевской премии по химии за свою теорию хемиосмоса, опубликованную в 1961 году и определяемую как синтез АТФ посредством градиента белка через мембрану, приводящего к конденсации фосфата с образованием АТФ. Эти события привели к необычно длительной дискуссии в литературе, обостренной присуждением Нобелевской премии, о приоритете идеи синтеза АТФ посредством протонной электрохимической связи.

### Исследования с 1965 года
Этот год стал переломным в научной жизни Уильямса. Предыдущая совместная работа с Валли и другими биологами дали ему уверенность, что он может добиться успеха в биологии. Но необходимо работать с белками напрямую. В 1965-66 Боб провел учебный год в Гарвардской медицинской школе. Боб читал лекции на курсе биохимии для выпускников, читающих медицину. Также много читал в библиотеке и начал исследование с профессором Джином Кеннеди. Боб отказался от стипендии по химии и попросил назначить ему стипендию по биохимии. Руководство Уэдхэма неохотно согласилось, но только при условии, что понизят зарплату. С 1966 году Боб Уильямс становиться биохимиком в области преподавания и исследований.
Он активно реализовывал свои идеи в Оксфордской ферментной группе, которая была официально учреждена в октябре 1969 года. Боб Уильямс применил технологию ЯМР для изучения структуры и динамики металлопротеинов. В 1972 году его избрали на стипендию Королевского общества, а в 1974 году он был удостоен звания профессора Королевского общества Нейпира с освобождением его от всех преподавательских обязанностей и предостаением ему необходимого времени для исследований. Вместе со своей командой разработал методы привязки пиков ЯМР определенным остаткам, используя парамагнетизм эндогенных кофакторов металлов, включая гем в цитохроме, а также ионы лантаноидов в качестве экзогенного сдвига и расширения реагентов. Сигналы от ароматических остатков позволили измерить степень вращательной подвижности как на поверхности белка, так и внутри, что дало первое доказательство относительного движения α-спиралей белка. Используя лизоцим в качестве модели с импульсными методами ЯМР для измерения медленных скоростей обмена, локальных перемещений групп и небольших сегментов, он продемонстрировал применение этих методов для быстрого распознавания и связывания субстрата. Были также изучены переходы порядок-беспорядок в ответ на связывание ионов кальция и цинка в кальмодулине, остеокальцине и металлотионине.

### Биоминералы
Дальнейшей сферой интересов Уильямса с 1970 стали биологические минералы. Он начал изучение биологической минерализации карбоната кальция, диоксида кремния и оксидов железа и др. Первоначальные эксперименты показали, что было довольно легко выращивать кристаллы, такие как соли серебра, внутри небольших отсеков, включая липосомы. Группа Боба исследовала Acantharia, организмы, которые производят экзоскелеты из спикул сульфата стронция, и зеленые водоросли, десмиды, которые используют сульфат бария. Экзоскелет Acantharia состоит из 20 колючек, каждая из которых представляет собой монокристалл сульфата стронция, которые исходят из одной точки к поверхности сферы. Было известно, что кремний, один из самых распространенных элементов на Земле, мало используется животными или широколиственными растениями, но травы активно используют его. Боб пришел к выводу, что растения используют кремнезем в качестве строительного материала для отверждения своих структур, потому что кислотный сок растения имеет кислотность около 5 по сравнению с таковой у циркулирующих жидкостей у животных, которая составляет около 7,5. При низком pH в соке карбонаты кальция (оболочка) и фосфаты (кости) слишком растворимы, чтобы осаждаться, тогда как растворимость кремнезема не зависит от pH в этом диапазоне. Боб вышел на пенсию в 1991 году, сложив с себя полномочия профессора в Королевском обществе Нейпира и прекратив исследования в лаборатории.

## Педагогическая деятельность
В течение почти всей научной работы Уильямс преподавал студентам бакалавриата неорганическую химию в Уодхэме. Понимание, полученное в результате исследований, позволило ему со временем начать систематизировать предмет. Вместе с коллегой Кортни Филлипсом, Боб взял на себя обязательство написать солидняй учебник. Книга была создана в течение нескольких лет и основывалась на годичном курсе лекций для студентов Оксфорда. Его курс лекций сохранял очень высокую посещаемость, и оба лектора, присутствовавшие на каждой лекции, часто вознаграждались аплодисментами. Два тома были опубликованы в 1965 и 1966 годах издательством Оксфордского университета. Эти книги были широко признаны и студентами, и преподавателями.

## Почести и награды
Уильямс был представлен к одной из высших наград — Ордену Британской империи в 2010 году за заслуги перед обществом в Северном Оксфорде.Был избран членом Королевского общества в 1972 году. Избран иностранным членом Шведской, Португальской, Чехословацкой и Бельгийской академий наук. Дважды награждался Медалью Биохимического общества, Королевского общества (дважды), Королевского химического общества (три раза), Европейского биохимические общества (дважды).

## Семья
Во время своего пребывания в Упсале в 1950 году Боб познакомился с Джелли Бюкли студенткой, изучавшей языки. Они поженились в июле 1952 года. Вскоре Джелли поселилась в Оксфорде вместе с Робертом. Под конец обучения Джелли родила первого сына — Тима. Через два года у Боба появился второй сын — Джон. В дальнейшем Тим женился на Нике, семейном враче. У них родилось трое детей: Нуала, Кирстен и Джек.
Бобу очень нравилось проводить время со своими сыновьями и особенно внуками. На различные праздники он придумывал различные активные развлечения для внуков, а также мастерил собственноручно подарки, которые до сих пор хранятся его семьёй.

## Личные качества
Роберт Уильямс был энергичным и откровенным человеком. Он всегда четко отстаивал свои идеи, несмотря на регалии оппонента. И делал это даже с самого раннего возраста.
Он не очень любил работу в лаборатории, предпочитал думать самостоятельно или с учеными вне его дисциплины. Ему постоянно требовалось собирать знания из разных областей химии и биологической науки, для поиска связей между разрозненными фактами. Но именно в этом была его огромная сила — в усваивании широкой области знаний и сопоставлении несопоставимых фактов.

## Интересные факты
- Р. Уильямс мало участвовал непосредственно в экспериментах. Ученики часто в шутку жаловались на его лабораторную некомпетентность.
- Часто участвовал в переписках с мировыми учеными. Его идеи, которые он озвучивал в этих письмах часто помогали другим ученым получать различные почести. И не всегда эти ученые признавали его вклад в эти почести.